# Kim Clijsters
Kim Antonie Lode Clijsters (IPA: [kɪm ˈklɛistərs]), belgijska tenisačica, * 8. junij 1983, Bilzen, Belgija.
Kim Clijsters je v posamični konkurenci osemkrat nastopila v finalih turnirjev za Grand Slam. Štirikrat je zmagala, od tega trikrat na turnirju za Odprto prvenstvo ZDA v letih 2005, 2009 in 2010 ter leta 2011 na turnirju za Odprto prvenstvo Avstralije. Na turnirjih za Odprto prvenstvo Francije je nastopila v finalu v letih 2001 in 2003, na turnirjih za Odprto prvenstvo ZDA leta 2003 in na turnirjih za Odprto prvenstvo Avstralije leta 2004, na turnirjih za Odprto prvenstvo Anglije pa se je najdlje uvrstila v polfinale v letih 2003 in 2006. Tri poraze v finalih ji je prizadejala rojakinja Justine Henin, enega pa Jennifer Capriati. V konkurenci mešanih dvojic je po enkrat osvojila Odprto prvenstvo Francije in Odprto prvenstvo Anglije. Med letoma 2003 in 2011 je bila 20 tednov vodilna na lestvici WTA, tudi ob koncu sezon 2002, 2003 in 2010. Nastopila je na teniškem delu Poletnih olimpijskih iger 2012 v Londonu, kjer je v posamični konkurenci izpadla v četrtfinalu proti Mariji Šarapovi. Po turnirju za Odprto prvenstvo ZDA 2012, kjer je izpadla v drugem krogu, je končala svojo teniško kariero.
Njen oče Lei Clijsters je bil nogometaš, mati Els Vandecaetsbeek pa telovadka. Decembra 2003 se je zaročila z avstralskim tenisačem Lleytonom Hewittom, toda leto za tem sta se razšla. Julija 2007 se je poročila z ameriškim košarkarjem Brianom Lynchem. V letih 1999, 2000, 2001, 2002, 2005, 2009, 2010 in 2011 je bila izbrana za belgijsko športnico leta. Leta 2017 je bila sprejeta v Mednarodni teniški hram slavnih.

## Posamični finali Grand Slamov (8)

### Zmage (4)
| Leto | Turnir                      | Nasprotnica v finalu | Rezultat finala |
| 2005 | Odprto prvenstvo ZDA        | Mary Pierce          | 6–3, 6–1        |
| 2009 | Odprto prvenstvo ZDA (2)    | Caroline Wozniacki   | 7–5, 6–3        |
| 2010 | Odprto prvenstvo ZDA (3)    | Vera Zvonarjova      | 6–2, 6–1        |
| 2011 | Odprto prvenstvo Avstralije | Na Li                | 3–6, 6–3, 6–3   |

### Porazi (4)
| Leto | Turnir                        | Nasprotnica v finalu | Rezultat finala |
| 2001 | Odprto prvenstvo Francije     | Jennifer Capriati    | 1–6, 6–4, 12–10 |
| 2003 | Odprto prvenstvo Francije (2) | Justine Henin        | 6–0, 6–4        |
| 2003 | Odprto prvenstvo ZDA          | Justine Henin        | 7–5, 6–1        |
| 2004 | Odprto prvenstvo Avstralije   | Justine Henin        | 6–3, 4–6, 6–3   |